# Гоношихинська сільська рада
Гоноши́хинська сільська рада (рос. Гоношихинский сельский совет) — сільське поселення у складі Зоринського району Алтайського краю Росії.
Адміністративний центр — село Гоношиха.

## Населення
Населення — 1105 осіб (2019; 1351 в 2010, 1504 у 2002).

## Склад
До складу сільської ради входять:
| Населений пункт         | Населення, осіб (2002) | Населення, осіб (2010) |
| ----------------------- | ---------------------- | ---------------------- |
| Гоношиха, село          | 598                    | 579                    |
| Новокрасілово, село     | 175                    | 141                    |
| Середньокрасілово, село | 480                    | 413                    |
| Староглушинка, село     | 251                    | 218                    |